# Agapetes hosseana
Agapetes hosseana là một loài thực vật có hoa trong họ Thạch nam. Loài này được Diels mô tả khoa học đầu tiên năm 1905.